# XXIX. Arsak pártus király
XXIX. Arsak, más néven V. Vologaészész (145 k. – 208) pártus király 192-től 209-ig.
191-ben fellázadt édesapja, IV. Vologaészéz ellen, majd követte őt a trónon. 193-ban leverte az Oszroéné és Adiabéné római vazallus államokban kirobbant lázadásokat, de 195-ben a rómaiak Septimius Severus vezetésével visszafoglalták ezt a régiót. A római sereg visszavonulása után Vologaészész ismét végigsöpört Mezopotámián, és visszaállította fennhatóságát Adiabéné felett. Válaszul Septimius Severus indított újabb hadjáratot (197/198–202), benyomult Mezopotámiába, megszállta Niszibiszt és kirabolta Ktészphónt, Hatra határerődjét azonban nem sikerült bevennie. Vologaészész uralkodásáról több adat nem maradt fenn; 209-ben fia, VI. Vologaészész követte a trónon.